# Kastell Brețcu

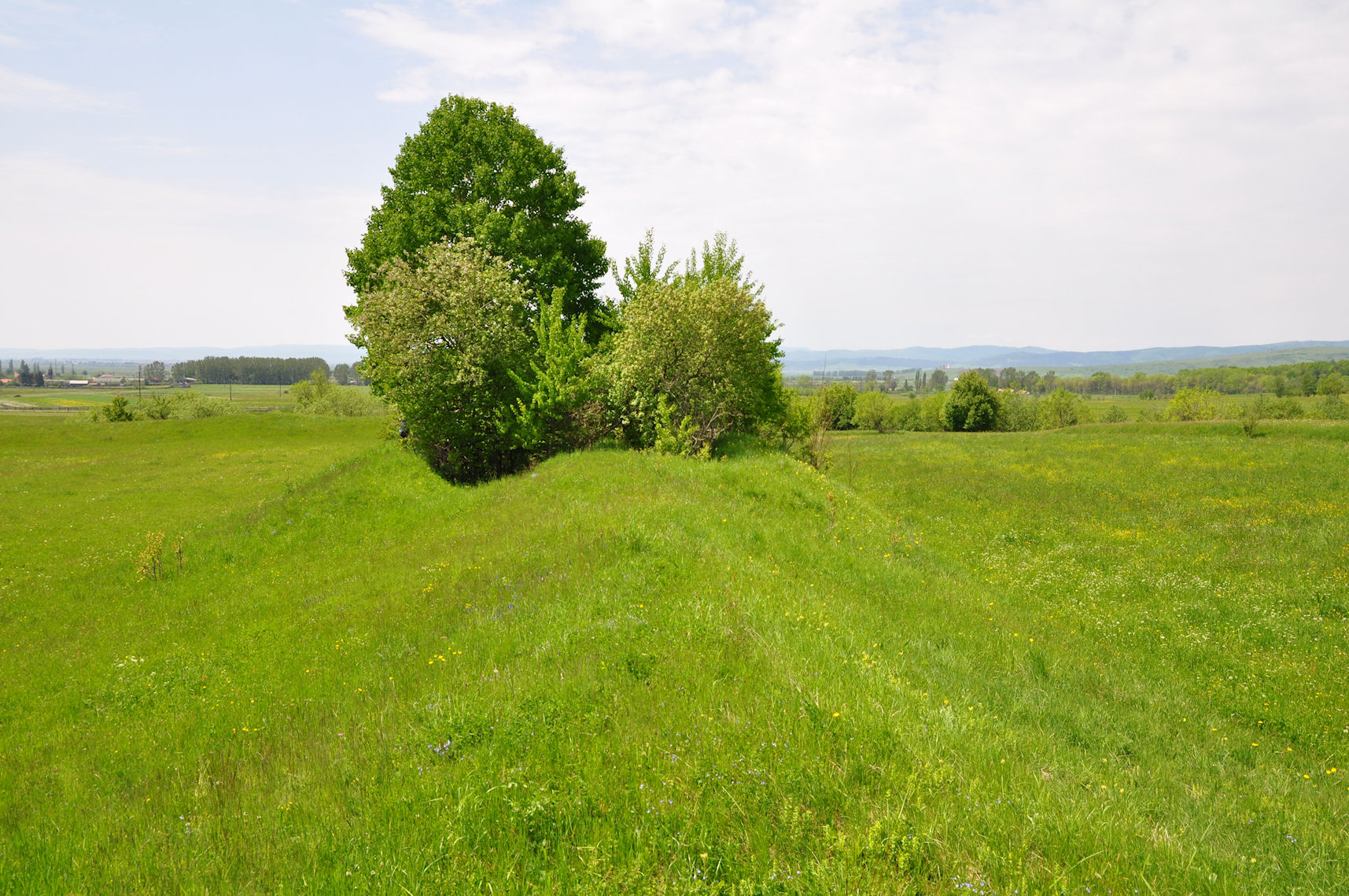
Erdwall der ehemaligen Umwehrung des Kastells Brețcu (2011)

Kastell Brețcu, mit antikem Namen Angustia, war ein römisches Hilfstruppenlager auf dem Gemeindegebiet von Brețcu, Kreis Covasna in der rumänischen Region Siebenbürgen. Gemeinsam mit insgesamt 277 Stätten des Dakischen Limes wurde das Kastell Brețcu 2024 zum UNESCO-Weltkulturerbe erhoben.

## Lage
Das Bodendenkmal befindet sich im heutigen Siedlungsbild etwa einen Kilometer nordöstlich des Dorfes in der Flur „Var“ oder „Veneturnevar“. Topographisch liegt es auf einem abfallenden Hochplateau am rechten Ufer des Dorfbaches, nördlich des Flüsschens Brețcu, einem Nebenfluss des Râul Negru. Durch die noch bis zu vier Meter hohen Erdwälle der ehemaligen Kastellumwehrung ist es im Gelände gut sichtbar. In antiker Zeit hatte seine Besatzung die Aufgabe, den engen, östlich gelegenen, ins Barbaricum führenden Oituz-Pass zu überwachen. Felix Marcu bezeichnet das Kastell aufgrund dieser strategisch bedeutsamen Position als eine der wichtigsten römischen Befestigungen Dakiens.

## Archäologische Befunde
Archäologische Ausgrabungen wurden 1925 unter der Leitung von Emilio Panaitescu, und 1950 unter Leitung von Mihail Macrea durchgeführt. Dabei konnten zwei Bauphasen differenziert werden. Nicolae Gudea publizierte 30 Jahre nach den Ausgrabungen ein paar zusätzliche Informationen und das Fundmaterial.

### Holz-Erde-Lager
Vom Holz-Erde-Kastell ist nur wenig bekannt. Es konnte lediglich ermittelt werden, dass es mit seinen Seiten nach den vier Himmelsrichtungen ausgerichtet war und sein Umfang 135 × 172 m betrug. Nicolae Gudea nahm an, dass die militärische Anlage schon unter Trajan erbaut worden sei, eine genauere Datierung sei aber schwer möglich.

### Steinkastell
Das Steinkastell hatte einen rechteckigen Grundriss mit abgerundeten Ecken. Seine Achsmaße betrugen 141 m mal 179 m, was 2,52 Hektar entspricht. Es hatte dieselbe Ausrichtung wie das Holz-Erde-Lager. Umwehrt war es von einer 1,50 m mächtigen Mauer, die in der Technik des Opus incertum errichtet worden war. Vor der Wehrmauer verlief laut Gudea (1997) als Annäherungshindernis ein einfacher Spitzgraben von 10,00 m Breite und 2,50 m Tiefe. Dem gegenüber beschrieb der Ausgräber Macrea (1951) auf drei Seiten der Befestigung zwei Gräben und das Fehlen eines Verteidigungsgrabens auf der Südseite, wo sich stattdessen eine neun Meter breite Kiesschicht befunden habe, die er als Rest einer Straße interpretierte. Das Fehlen des südlichen Grabens ließe sich möglicherweise dadurch erklären, dass in antiker Zeit der Brețcu näher am Kastell, unmittelbar unterhalb der beschriebenen Kiesterrasse geflossen sei. Marcu ergänzt dazu, dies würde auch den Umstand erklären, dass sich die Porta Praetoria (Haupttor, Ausfalltor) auf der Südseite befunden habe (siehe folgender Absatz) und die Tortürme der Porta decumana (rückwärtiges Lagertor) doppelt so große Grundflächen aufgewiesen hätten wie die der anderen Tore.
Die Praetorialfront (Vorderfront) des Kastells mit der Porta Praetoria war nach Süden hin ausgerichtet. Die Ecktürme der Umwehrung wiesen außergewöhnliche, runde Grundrisse auf, deren Durchmesser zwischen sechs und acht Metern schwankte und die sich auch in der Bauart voneinander unterschieden. Die vier Tore zeigten vergleichbare Grundrisse und waren von leicht vorspringenden, 5,00 m mal 5,50 m großen, rechteckigen Türmen flankiert. Die Porta decumana wies eine Durchgangsbreite zwischen 4,00 m und 4,80 m auf. Im Kastellinneren wurden ein Gebäude mit rechteckigem Grundriss (möglicherweise ein Horreum), sowie Teile der Lagerstraßen identifiziert.
In späterer, nicht näher definierter Zeit, sei eine Verstärkung der Umwehrung durch Errichtung einer zweiten, inneren Mauer erfolgt, so dass eine Doppelmauer entstanden sei, führt Gudea zur weiteren Geschichte des Kastells aus. Auffällig ist, dass die äußere und die innere Mauer nicht miteinander in Verbindung standen. Mihai Macrea und Dumitru Protase schlossen daraus, dass die innere Mauer als Verstärkung für den Wehrgang eingebracht worden sei, Felix Marcu schloss sich 2009 dieser Ansicht an. Der Abstand zwischen der inneren und der äußeren Mauer bewegte sich in der Regel zwischen vier und sechs Metern und erweiterte sich im Bereich der Tore auf bis zu zehn Metern. Diese Erweiterungen wurden von Protase als „Kampfplattformen“ interpretiert.
Im Kastellinneren wurden auf der Nordseite die Via sagularis (Lagerringstraße) und auf drei Seiten ein 0,90 m bis 1,00 m breiter Entwässerungsgraben entdeckt. Trotz zwei diagonal das gesamte Lager kreuzender Suchschnitte, die Emilio Panaitescu 1925 angelegt, und weiterer drei Sondierungsschnitte, die Macrea 1950 im Zentrum des Kastells gegraben hatte, fanden sich keinerlei Spuren der typischen Hauptgebäude eines römischen Militärlagers. Es muss hierbei angemerkt werden, dass Panaitescus Originaldokumentation in den Wirren der Zeit unglücklicherweise verloren gegangen ist und lediglich einige Basisdaten von Gudea wieder rekonstruiert werden konnten.
Fortschritte bei den Erkenntnissen über die inneren Strukturen des Kastells konnten erst im Rahmen eines interdisziplinären und internationalen Forschungsprojektes der Römisch-Germanischen Kommission in Frankfurt, des Instituts für Archäologie und Kunstgeschichte in Cluj-Napoca, des Nationalmuseums der Ostkarpaten in Sfântu Gheorghe und des Nationalen Museum der Geschichte Rumäniens in Bukarest ab dem Jahre 2010 erzielt werden, bei dem das Kastellinnere mittels Geomagnetik, Georadar und Phosphatanalyse untersucht wurde. Dabei konnte der typische Kastellaufbau mit rund 680 m² großen Principia (Stabsgebäude), einem rund 620 m² großen Praetorium (Kommandantenwohnhaus), einem rund 140 m² umfassenden Horreum (Speichergebäude), zwei weiteren Großbauten, sowie einer überdurchschnittlich hohen Anzahl Mannschaftsbaracken differenziert werden. Ferner wurden die sechs bis acht Meter breite Via principalis (Lagerquerstraße), die nur vier Meter breiten Via praetoria (Lagerhauptstraße) und Via decumana (rückwärtige Lagerstraße) und eine sechs bis acht Meter breite Via sagularis festgestellt.

### Truppen
Laut Nicolae Gudea stellten die
- Cohors I Hispanorum (die erste Kohorte der Spanier) und die
- Cohors I Bracaraugustanorum (die erste Kohorte aus Bracara Augusta)

die Besatzungen des Steinkastells.
Während die Anwesenheit der Cohors I Bracaraugustanorum halbwegs unbestritten ist, werden bei der Spanierkohorte die zu Grunde liegenden Inschriften von der Epigraphik-Datenbank Clauss-Slaby als die der Cohors IV Hispanorum (die vierte Kohorte der Spanier) gelesen.
Felix Marcu merkt an, dass die Cohors I Hispanorum in den Jahren 92, 99 und 105 in Moesia stationiert gewesen sei, und weiter, dass sie ausweislich von Inschriften und Diplomen in den Jahren 129, 129/130, 118/140, 140 und 146 ihren Aufenthalt in der Provinz Dacia inferior genommen hätte. Ein weiterer Ziegelstempel aus Castra Traiana/Kastell Arutela zeige sie dort während der Dakerkriege oder kurz danach. Ferner sei dortselbst durch ein silbernes Medaillon auch die Spanierkohorte nachgewiesen. Gudea stimmte der Lokalisierung in Arutela zu, wandte aber ein, dass Arutela zu klein für die gesamte Kohorte gewesen sei, so dass dort wohl nur eine Vexillatio stationiert gewesen sein könne.
Insgesamt lassen sich die Fragen zu den in Brețcu stationierten Truppen und dazu, ob sie gleichzeitig oder nacheinander, und wenn nacheinander, in welcher Reihenfolge sie dort stationiert gewesen sind, zum gegenwärtigen Zeitpunkt noch nicht abschließend klären. Klar scheint hingegen, dass das Kastell mit seinem Umfang für jeweils nur eine der in Frage kommenden Truppen, die nur als quingenariae (480 Mann starke Einheiten) nachgewiesen sind, zu groß konzipiert gewesen ist. Das Lager hätte dazu ausgereicht, zwei Cohortes quingenaria, eine Cohors miliaria (800 Mann starke Infanterieeinheit) oder eine Ala (Kavallerieeinheit) aufzunehmen.

### Vicus und Thermen
Um das Kastell befand sich ein ausgedehnter Auxiliarvicus und die Kastellthermen, die beide nur rudimentär untersucht wurden. Der Vicus war eine zivile Siedlung, die bei nahezu jedem römischen Militärlager anzutreffen ist und in der sich die Wohnquartiere der Angehörigen von Soldaten, der Veteranen, Handwerker, Händler, Schankwirte, Prostituierten und anderer Dienstleister befanden. Das Balneum, die Kastellthermen, die zur Standardausstattung eines jeden römischen Militärlagers gehörten, befanden sich innerhalb des Vicus, rund 100 Meter westlich des Kastells.

## Fundverbleib und Denkmalschutz
Die Ausgrabungsfunde wurden dem Muzeul de Istorie a Transilvaniei (Historisches Museum Transsilvaniens), dem heutigen Muzeul Naţional de Istorie a Transilvaniei (Historisches Nationalmuseum Trasilvaniens) in Cluj-Napoca überlassen.
Die gesamte archäologische Stätte und im Speziellen das Kastell stehen nach dem 2001 verabschiedeten Gesetz Nr. 422/2001 als historische Denkmäler unter Schutz und sind mit dem LMI-Code CV-I-s-A-13050 in der nationalen Liste der historischen Monumente (Lista Monumentelor Istorice) eingetragen. Zuständig ist das Ministerium für Kultur und nationales Erbe (Ministerul Culturii şi Patrimoniului Naţional), insbesondere das Generaldirektorat für nationales Kulturerbe, die Abteilung für bildende Kunst sowie die Nationale Kommission für historische Denkmäler sowie weitere, dem Ministerium untergeordnete Institutionen. Ungenehmigte Ausgrabungen sowie die Ausfuhr von antiken Gegenständen sind in Rumänien verboten.